# Spálovský klen
Spálovský klen je odumřelé torzo památného stromu javor klen (Acer pseudoplatanus), které se nachází severně od městysu Spálov v aleji u silnice do Spálovského Mlýna v okrese Nový Jičín v Moravskoslezském kraji na Moravě a v pohoří Vítkovská vrchovina. Důvodem ochrany je zachování zajímavého torza stromu. Výška torza je 6,5 m a nachází se v nadmořské výšce 543 m. Obvod kmene je 4,46 m a stáří je asi 300 let. Strom, který se vzhledově podobá ruce, je památkově chráněn od 13. června 1980. V roce 2008 bylo torzo ošetřeno ořezem suchých větví, zastřešením menších dutin a natřením rozsáhlé povrchové rány na kmeni.

## Další informace
Torzo stromu je v aleji polní cesty a poblíž je turistický přístřešek. Vedle torza se nachází informační tabule. Místo je přístupné po turistické značce.

## Galerie

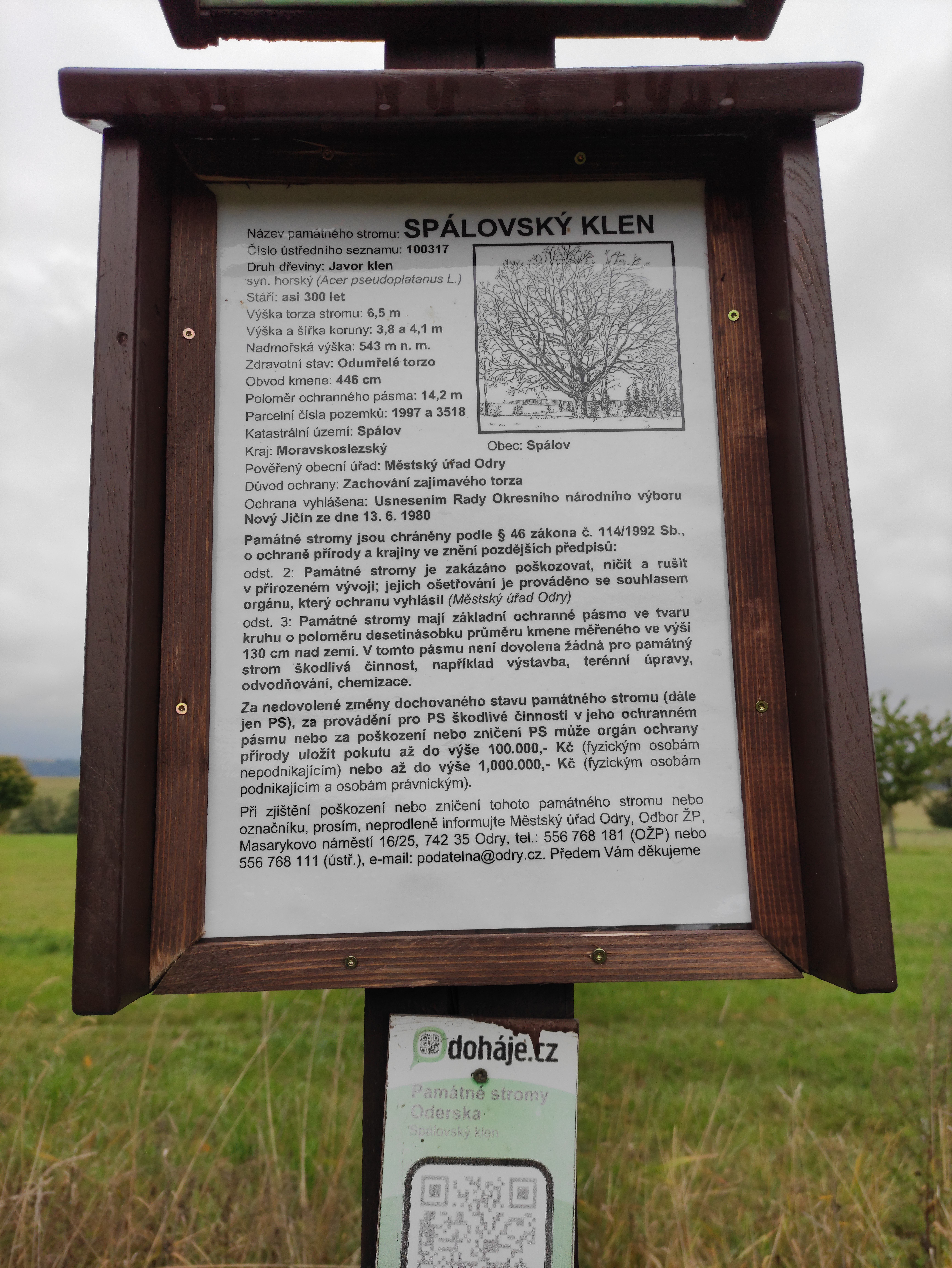
informační tabule u Spálovského klenu